# 卡图莱杜罗卡
卡图莱杜罗卡是巴西帕拉伊巴州的一个市镇。总面积552.098平方公里，总人口27691人，人口密度50.2人/平方公里。